# Eupsophus migueli
Eupsophus migueli Formas, 1978 è un anfibio anuro della famiglia Alsodidae.

## Etimologia
L'epiteto specifico è stato assegnato dall'autore per il figlio Miguel.

## Distribuzione e habitat
Questa specie è conosciuta solo dalla località tipo: Mehuin, Provincia di Valdivia, Cile, a un'altitudine di 50-80 m s.l.m.

## Tassonomia
Alcuni autori, in uno studio di analisi filogenetica sul genere Eupsophus, pongono la specie E. altor in sinonimia con E. migueli.